# Barbara von Kalckreuth
Barbara Anna von Kalckreuth (* 18. April 1905 in Hackpfüffel; † 1997) war eine deutsche Bildhauerin.

## Leben

### Familie
Barbara von Kalckreuth war die Tochter von Gottfried von Kalckreuth (1873–1961) und Anni von Rohr (1883–1923). Sie war die Nichte des Malers Leopold von Kalckreuth.
1928 heiratete sie in erster Ehe Arnold Frederic Garthe (* 1893), von dem sie aber bereits 1929 wieder geschieden wurde. Am 6. August 1939 heiratete sie in Berlin ihren zweiten Mann, den Porträtmaler Conrad Hommel (1883–1971) und wohnte nach der Hochzeit in München. Mit ihrem Ehemann siedelte sie Ende der 1960er Jahre nach Sielbeck bei Eutin über.

### Künstlerischer Werdegang
Sie erhielt zunächst Privatunterricht bei einer Bildhauerin in Dresden und setzte ihre Ausbildung in Berlin bei dem Maler Hermann Junker (1903–1985) fort, der Pferdebilder und Reiterporträts bevorzugte.
Anfang der 1930er Jahre ging sie in die USA, um dort ihr Studium bei dem amerikanischen Bildhauer Jerome Fristt, einem Meisterschüler von Auguste Rodin, fortzusetzen.
Nach der Rückkehr nach Deutschland und der Heirat mit ihrem zweiten Mann Conrad Hommel, einem prominenten Maler der Nazidiktatur, wurde sie von diesem im Malereifach weiter ausgebildet. Er war Leiter der Meisterklasse der Preußischen Akademie der Künste in Berlin und Präsident der Münchner Secession. 1938 schuf sie eine überlebensgroße Büste Adolf Hitlers.
1938, 1940, 1941, 1942 und 1943 wurde ihre Arbeiten in der Großen Deutschen Kunstausstellung gezeigt.

### Künstlerisches Wirken
Ihre Porträtbüsten, die sich zumeist in Privatbesitz befinden, bildeten den Themenschwerpunkt ihrer Arbeit. Zu ihren Werken zählen Porträts namhafter Persönlichkeiten, darunter Papst Pius XII., Gustav Stresemann, Felix Graf Luckner, Max Schmeling und Luis Trenker. Von ihr stammt auch eine überlebensgroße Büste von Rupert Mayer, Jesuitenpater und Widerstandskämpfer gegen das NS-Regime. 
Wie nur bei wenigen Künstlern des 20. Jahrhunderts gelang ihr eine Symbiose von Porträtähnlichkeit und künstlerischer Gestaltung. Das Steglitz-Museum besitzt eine Büste des Flugpioniers Ehrenfried Günther Freiherr von Hünefeld, über deren Herkunft lange gerätselt wurde. Jetzt konnte sie aufgrund entsprechender Dokumente Barbara von Kalckreuth zugeordnet werden. Ein Archivfoto zeigt die Künstlerin mit ihrem Modell bei der Arbeit an diesem Werk.

## Werke (Auswahl)
- Träumerei (Skulptur, weiblicher Akt), 1943.[5]
- Bronzebüste von Gustav Stresemann in der Ehrenhalle am neuen Stresemann-Ehrenmal in Mainz.[6][7]
- Bronzebüste von Pater Rupert Mayer (1949) in der Unterkirche der Bürgersaalkirche in München.
- Münchhausen (Statuette).[8]
- Heyde Goebbels (Kinderköpfchen).[9]
- Büste von Max Schmeling.[10]